# 조시 리즈던
조슈아 로버트 리즈던(영어: Joshua Robert Risdon, 1992년 7월 27일 ~ )는 오스트레일리아의 축구 선수로, 현재 오스트레일리아의 웨스턴 유나이티드 오른쪽 윙백이다.